# بين سميث (لاعب كرة قدم أمريكية)
بين سميث (بالإنجليزية: Ben Smith)‏ هو لاعب كرة قدم أمريكية أمريكي، ولد في 16 يونيو 1911 في هاليفيل في الولايات المتحدة، وتوفي في 23 فبراير 1941.

## وصلات خارجية
- بين سميث على موقع مرجع كرة القدم المحترفة.كوم (الإنجليزية)